# Milan Panić

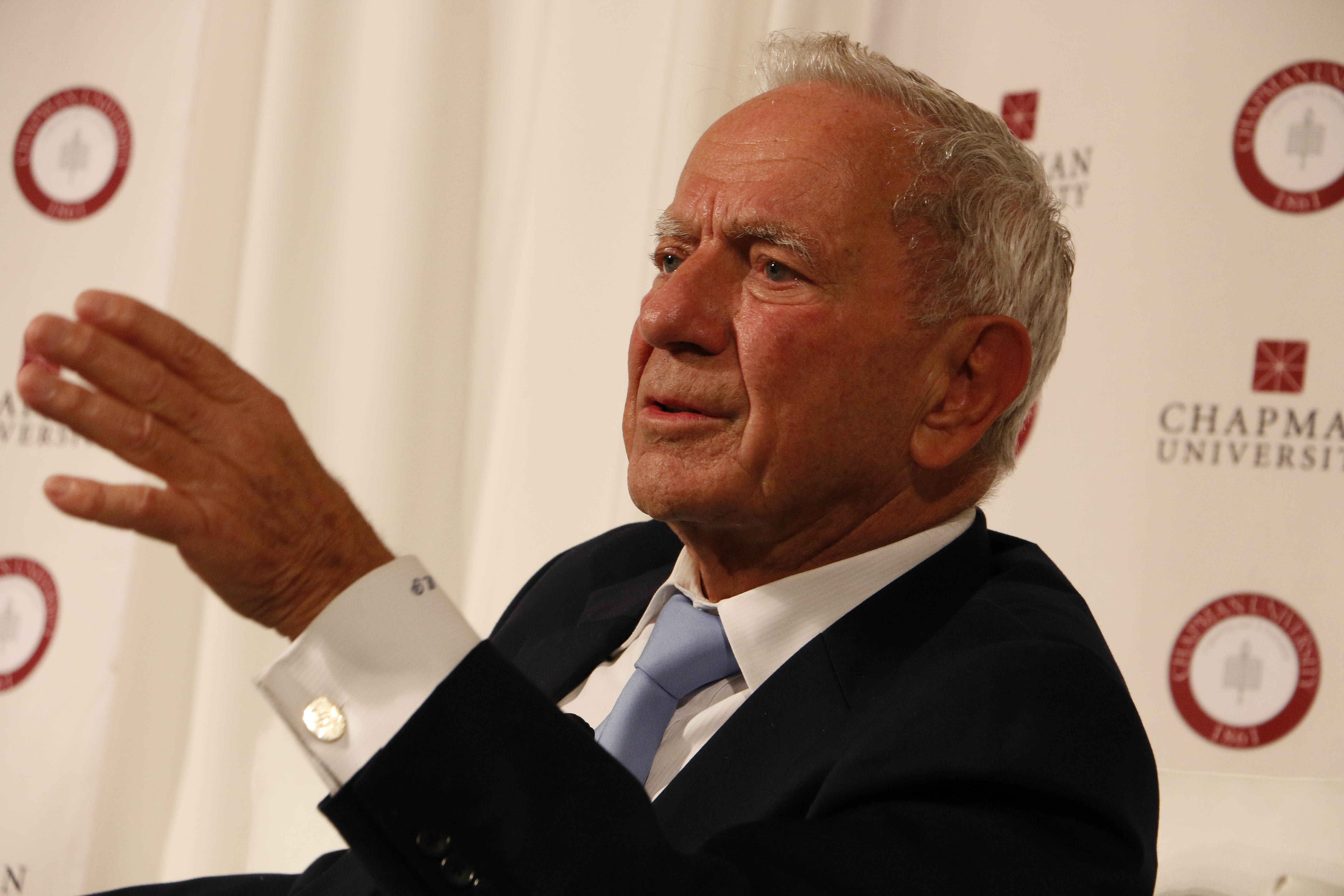
Milan Panić (2015)

Milan Panić (serbisch-kyrillisch Милан Панић; * 20. Dezember 1929 in Belgrad) ist ein serbisch-US-amerikanischer Geschäftsmann sowie ehemaliger Politiker.

## Leben
Milan Panić studierte Biochemie an den Universitäten Belgrad und Heidelberg. Er war Mitglied einer jugoslawischen Radrennmannschaft. 1956 verließ er Jugoslawien und gründete 1960 in Costa Mesa, Kalifornien, das pharmazeutische Unternehmen ICN, das heute als Valeant Pharmaceuticals bekannt ist und mit dem er zum Multimillionär wurde. Er behielt die jugoslawische Staatsbürgerschaft, bekam aber zusätzlich 1963 die US-Staatsbürgerschaft. 1991 erwarb er den serbischen Pharmakonzern Galenika. ICN brachte 1987 ein Medikament auf den Markt, das angeblich AIDS heilen sollte, sich aber als unwirksam erwies.
Auf Vorschlag des Staatspräsidenten der Bundesrepublik Jugoslawien, Dobrica Ćosić, wurde er am 14. Juli 1992 zum Ministerpräsidenten des Landes gewählt. Im Dezember 1992 kandidierte er erfolglos gegen Slobodan Milošević um das Amt des serbischen Präsidenten. Am 29. Dezember 1992 wurde er durch ein Misstrauensvotum gestürzt. Kurz darauf kehrte er wieder nach Kalifornien zurück. Er heiratete die nahezu 40 Jahre jüngere Opernsängerin Milena Kitić, mit der er einen 2001 geborenen Sohn hat.